# 햇크릭 전파 천문대

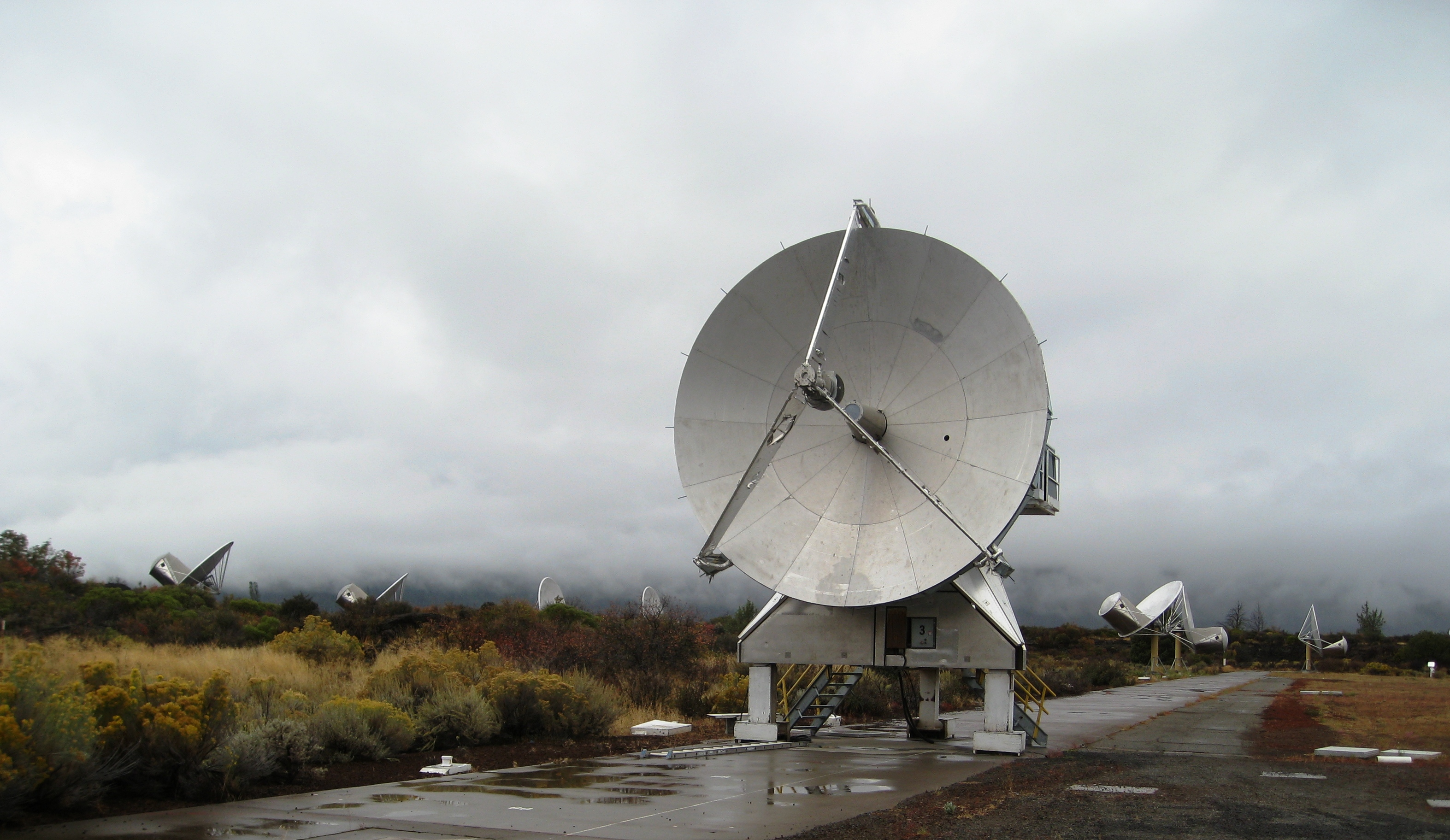

햇크릭 천문대(Hat Creek Radio Observatory)는 미국 샌프란시스코 북쪽에 있는 천문대이다. 앨런 망원경 집합체와 Combined Array for Research in Millimeter-wave Astronomy로 구성되어있다. 미국 내 비영리 기구인 SETI (외계지적생명체탐색) 연구소와 캘리포니아대 SETI 연구팀이 건립하였다.

## 특징
해당 천문대는 외계 생명체를 감지할 수 있는 42개의 전용 전파망원경이 설치되어 있다. 해당 망원경은 300 Hz 이하의 주파수를 잡아낸다. 이를 바탕으로 고성능의 컴퓨터가 주변에 외계생명체가 있는지에 관해 분석을 시작한다.